# 超低速ミュオン顕微鏡
超低速ミュオン顕微鏡（ちょうていそくミュオンけんびきょう）とはミュオンを用いて観察する顕微鏡。

## 概要
ミュオンを用いて試料を拡大して細部の構造を可視化する。極小エネルギー分散の超低速ミュオンを再加速したミュオンマイクロビームは波として振る舞う。それを観察に利用する。

## 特徴
- 従来の電子顕微鏡では観察が困難な生きた細胞や電池等、水分を含む試料を観察可能[1]
- 従来の電子顕微鏡では観察が困難な1μm厚を超える切片試料の観察が可能で14μm厚まで可能[1]
- 分解能は20nm[1]